# Kallax
Kallax es una localidad perteneciente al municipio de Luleå, condado de Norbotnia, provincia de Norbotnia, Suecia.

## Superficie
Cuenta con una superficie de 1,720 kilómetros cuadrados.

## Demografía
Hasta 2020 la población era de 499 habitantes, con una densidad de población de 290,1 habitantes por kilómetro cuadrado. Con una estructura demográfica conformada por 265 hombres que representan el 53,1% y 234 mujeres para un 46,9% de la población total. De estos, el 24,4% corresponden a menores de edad y personas de 0-19 años, 24,4% a personas entre 20-64 años y el 21,8% a personas de 65 o más años.
| Gráfica de evolución demográfica de Kallax entre 1995 y 2020 |
|                                                              |
| Datos según la Oficina Central de Estadísticas de Suecia.    |